# Une famille (film, 2024)
Pour les articles homonymes, voir Une famille.
Pour plus de détails, voir Fiche technique et Distribution.
Une famille est un film français réalisé par Christine Angot et sorti en 2024.

## Synopsis
La réalisatrice part à la rencontre de plusieurs personnes de son entourage (la veuve de son père incestueux, sa mère Rachel, sa fille Léonore, son ex-mari Claude) et les interroge vis-à-vis de l'inceste qu'elle a subi, notamment à propos de leur inaction à l'époque des faits. Le film est illustré de nombreuses vidéos et images extraites des archives familiales.

## Fiche technique
- Titre : Une famille
- Réalisation : Christine Angot
- Scénario : Christine Angot
- Collaboration artistique : Caroline Champetier
- Photographie : Caroline Champetier, Inès Tabarin, Hugo Martin
- Son : Emmanuel Croset, Caroline Reynaud, Charly Clovis
- Montage : Pauline Gaillard
- Pays de production :  France
- Sociétés de production : Le Bureau - Rectangle Productions
- Distribution : Nour Films
- Genre : Documentaire
- Durée : 81 minutes
- Dates de sortie : 
  - Allemagne : février 2024 (Berlinale)
  - France : 20 mars 2024

## Récompense
- Prix du jury des lecteurs du Tagesspiegel à la Berlinale 2024[1]

### Presse
- Marc Cassivi, « Le cinéma-vérité de Christine Angot », La Presse, 17 février 2024.
- Jean-Marc Lalanne, « Berlinale 2024 : Une famille, le premier film fulgurant de Christine Angot », Les Inrocks, 18 février 2024.
- Olivier Du Ruisseau, « Christine Angot, derrière la caméra pour rompre avec la solitude », Le Devoir, 19 février 2024.
- Charlotte Garson, « No home movie », Cahiers du cinéma, no 807, mars 2024, p. 61.
- Frédéric Mercier, Positif, no 758, avril 2024, p. 45.